# Takenoshin Nakai

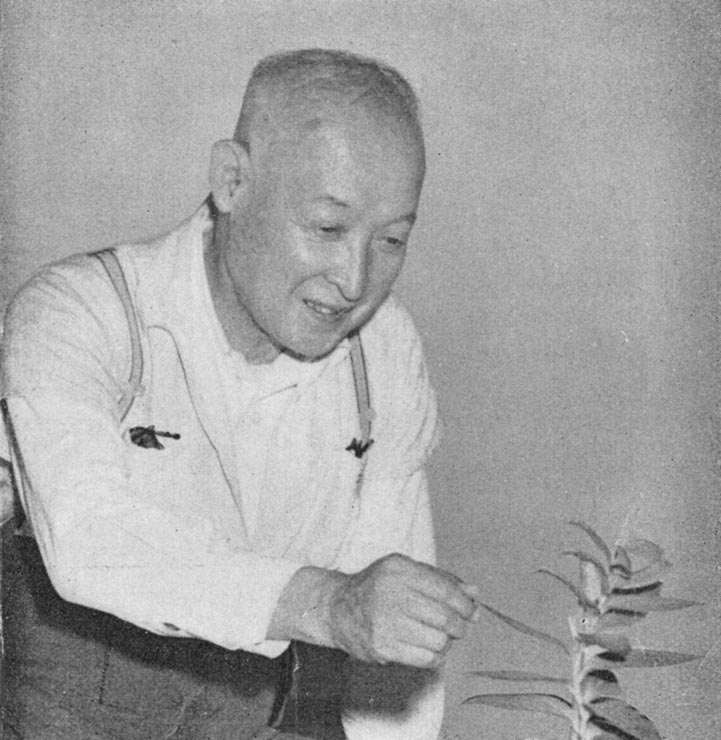
Takenoshin Nakai ở Kagoshima, tháng 7 năm 1952.

Takenoshin Nakai (中井 猛之進 Nakai Takenoshin,  27 tháng 11 năm 1882 – 6 tháng 12 năm 1952) là một nhà thực vật học Nhật Bản. Vào năm 1919 và 1930 ông đã xuất bản các bài báo về thực vật Nhật Bản và Hàn Quốc, bao gồm các nghiên cứu chi Cephalotaxus.

## Nhà phân loại thực vật
Chỉ số tên thực vật quốc tế liệt kê 4.733 hồ sơ về tên thực vật mà Nakai là tác giả hoặc đồng tác giả.